# فيشنتال
فيشنتال (بالألمانية: Fischenthal) هي إحدى بلديات مقاطعة هينفيل في كانتون زيورخ بسويسرا. تُقدر مساحتها ب30.25 كيلومتر مربع، ويقدر عدد سكانها بـ 2512 نسمة (حسب تعداد ديسمبر 2017).